# Joseph Dandurand
 (mars 2023).
Si vous disposez d'ouvrages ou d'articles de référence ou si vous connaissez des sites web de qualité traitant du thème abordé ici, merci de compléter l'article en donnant les références utiles à sa vérifiabilité et en les liant à la section « Notes et références ».
Pour les articles homonymes, voir Dandurand.
Joseph Viateur Dandurand, dit Léo Dandurand, (né le 9 juillet 1889 à Bourbonnais en Illinois et mort le 26 juin 1964 à Montréal au Canada) est propriétaire dans la Ligue nationale de hockey (LNH) et dans la Ligue canadienne de football.

## Biographie
Dandurand, né aux États-Unis, a déménagé au Canada avec sa famille à l'âge de seize ans et a fréquenté le Collège Sainte-Marie de Montréal. Il a été un arbitre dans la LNH et a été très engagé dans le hockey mineur dans la région de Montréal.

## Copropriétaire des Canadiens de Montréal
Le 2 novembre 1921, Dandurand et ses partenaires Joseph Cattarinich et Louis Létourneau ont acheté le club de hockey les Canadiens de Montréal de la veuve de George Kennedy pour la somme de 11 000 $. Durant l'ère où Dandurand a été le propriétaire de l'équipe, le CH a remporté la Coupe Stanley dans la LNH à trois reprises (en 1924, en 1930 et en 1931). Létourneau a vendu sa part du club en 1930 et Dandurand and Cattarinich ont continué d'en être les propriétaires jusqu'en 1935, où ils l'ont vendu pour la somme de 165 000 dollars.

## Sport hippique
Dandurand et ses partenaires ont été hautement engagés dans les courses de chevaux. En 1932, ils ont acheté l'Hippodrome de Montréal. Ils ont possédé dix-sept hippodromes à Québec, en Ontario, à New York, en Ohio, au Delaware, en Illinois, en Utah et en Louisiane en 1938.

## Fondateur des Alouettes de Montréal
En 1946, Dandurand a fondé les Alouettes de Montréal, une équipe de football, avec Eric Cradock et Lew Hayman. L'équipe a joué dans la Interprovincial Rugby Football Union, qui plus tard est devenue la division Est de la Ligue canadienne de football.

## Promoteur de boxe et de catch
Léo Dandurand était aussi un promoteur de boxe et de catch à Montréal.

## Dirigeant de baseball
En 1924, alors qu'il vient de remporter la Coupe Stanley, il prend la tête d'une équipe de baseball de la Ligue de l'Est du Canada, classe B, engageant le plus de Canadiens français possible. Si l'équipe a peu de succès sur le terrain et au guichet, la philosophie de Dandurand a eu un impact à long terme, notamment à travers son rôle de gérant des Royals de Montréal.

## Restaurateur

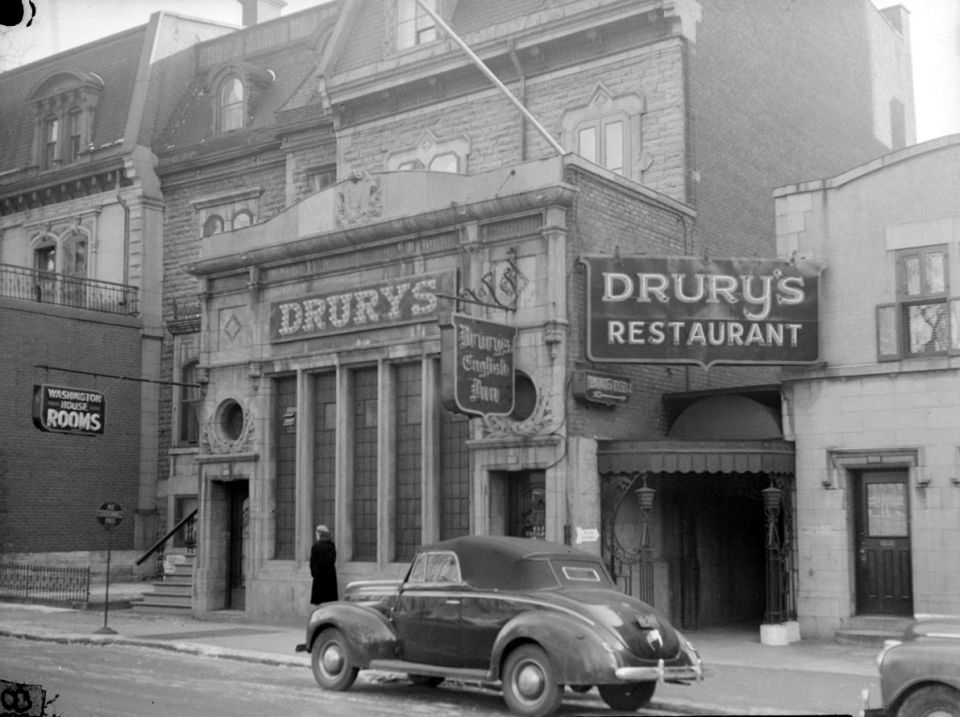
Drury's en 1946

De 1938 jusqu'à son expropriation pour démolition en 1959, Dandurand est le propriétaire d'un fameux restaurant au centre-ville de Montréal nommé Drury's (en),.

## Décès
Il est mort à Montréal le 26 juin 1964 d'une crise cardiaque à l'âge de 74 ans, 12 jours avant son 75e anniversaire. Sa sépulture est située dans le Cimetière Notre-Dame-des-Neiges, à Montréal.

## Hommages et distinctions
Il a été introduit au Temple de la renommée du hockey en 1963. 
Le trophée Léo-Dandurand est une récompense de la Ligue canadienne de football remise chaque année au meilleur joueur de la première ligne  de la division Est.